# Brazilská vysočina

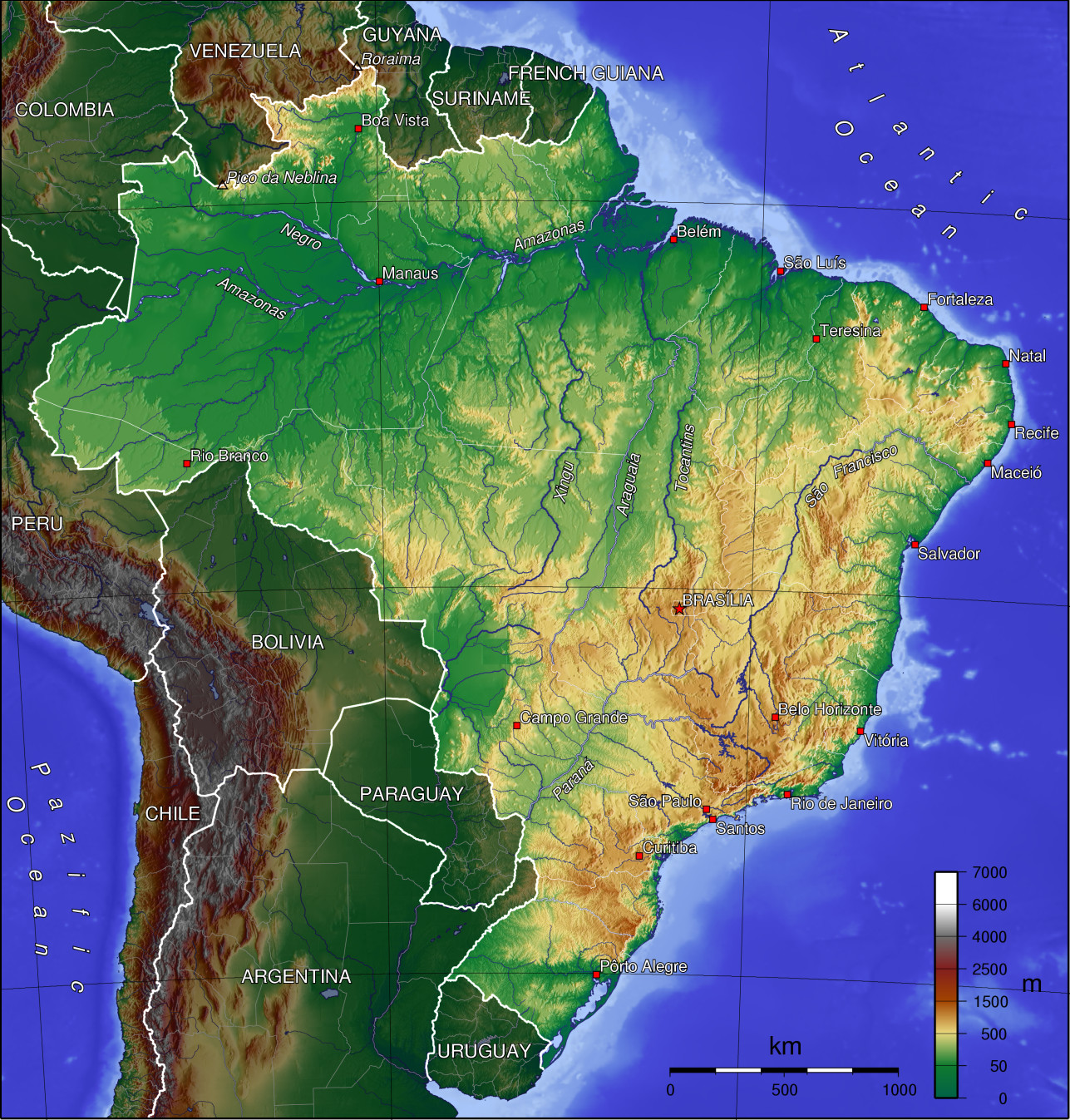
Topografická mapa Brazílie.

Brazilská vysočina (Planalto) je rozsáhlá oblast o rozloze 4 000 000 km2 zahrnující východní, jižní a centrální část Brazílie. Oblast, jejíž výška je od 300 m n. m. do přibližně 2 900 m n. m., je tvořena převážně výlevovými bazalty. Působením eroze byly z rozsáhlého masivu vypreparovány stolové hory. Nejvyšším vrcholem oblasti je Bandeira (2892 m n. m.). Brazilská vysočina je významná svou diverzitou biomů, klimatických podmínek, druhů půd a existencí mnoha živočišných a rostlinných druhů.

## Jednotlivé části
V Brazilské vysočině lze rozlišit tři hlavní oblasti - východní oblast, jižní oblast a centrální oblast.
- Východní oblast - tvoří převážnou část východní Brazílie. Na východě ji ohraničuje pobřeží Atlantského oceánu, na severu tvoří hranice Amazonská nížina.
- Jižní oblast - na východě je ohraničena pohořími Serra da Mantiqueira a Serra do Mar, na západě Laplatskou nížinou.
- Centrální oblast - je tvořena plošinou Goiás na níž se nachází hlavní město Brazílie - Brasília.

## Další významné části Brazilské vysočiny
- Serra da Borborema
- Chapada Diamantina
- Serra do Espinhaço
- Serra do Caparaó
- Serra Geral